# Ясен китайський
Я́сен кита́йський (Fraxinus chinensis) — листопадне, до 15 м заввишки, дерево родини маслинових (Oleaceae). Батьківщина — Китай.

## Ботанічні характеристики

### Будова і життєдіяльність
За сприятливих умов ясен китайський може досягати 15 м висоти. Стовбур дерева прямий, гіллястий. Листки — темно-зелені, роздільні, з 5-9 прилистками. Восени листя — пурпурове.
Квіти зібрані в ароматні суцвіття.

### Поширення
Батьківщина дерева — Китай. Нині воно переважно росте у Східній Азії, Південному Китаї та Індії.

## Практичне використання

### Промисловість
Ясен китайський використовують для розведення комах — воскових пістрянок (Ericerus pela), які виділяють так званий білий китайський віск, важливу технічну речовину. Її використовують для виробництва свічок, в медицині, парфумерії, текстильній промисловості, для воскування паперу та тканини. Комах висаджують на 5-6-річні дерева.